# Trachycystis flagellaris
Trachycystis flagellaris är en bladmossart som beskrevs av Lindberg 1872. Trachycystis flagellaris ingår i släktet Trachycystis och familjen Mniaceae. Inga underarter finns listade i Catalogue of Life.